# Zalán Vancsa
Zalán Vancsa (* 27. Oktober 2004 in Budapest) ist ein ungarischer Fußballspieler.

## Karriere

### Verein
Aus der Jugend von Ferencváros wechselte er im August 2015 in die von MTK, wo er unterbrochen von einer kurzen Zeit, in der von Kubala Akadémia während der U17 dann auch alle Mannschaften durchlief und schließlich zur Spielzeit 2021/22 ein fester Teil des Kaders der ersten Mannschaft wurde. Bereits zuvor ab dem 24. April 2021 hatte er bereits ein paar Kurzeinsätze. In der neuen Saison fungierte er so als Ergänzungsspieler und kam auch hin und wieder zu Startelfseinsätzen. Bereits im Januar 2022 verpflichtete ihn dann der Lommel SK aus Belgien für eine Summe von drei Millionen Euro, lieh ihn bis zum Ende der laufenden Saison aber erst einmal noch weiter an MTK aus.
In der Division 1B kam er dann direkt am 1. Spieltag zu seinem Startelfdebüt und kam auch in den nächsten Spieltagen immer wieder zum Zug, seit der Saison 2023/24 gehört er zur Stammbesetzung seiner Mannschaft und erzielte bereits einige Tore für sein Team.

### Nationalmannschaft
Nach einem Einsatz mit der ungarischen U15 und weiteren mit der U16 kam er erst wieder mit der U19 zum Einsatz und spielt teilweise gleichzeitig auch schon für die U21.
Sein Debüt in der A-Nationalmannschaft hatte er am 7. Juni 2022, bei einer 1:2-Niederlage gegen Italien in der Nations League 2022/23, wo er zur 87. Minute für András Schäfer eingewechselt wurde.